# Ensomhed
Ensomhed er det at føle sig alene og forladt, og savne samvær med andre. Ensomhed er en ubehagelig følelse, som også kan beskrives som en social smerte, som ansporer den ramte til at søge kontakt med andre. Ensomhed indebærer, at man har mindre kontakt med andre end man ønsker, eller at denne kontakt har så begrænset social værdi, at den ikke ophæver følelsen af kontaktsavn.
At være ensom er ikke det samme som at være alene (på engelsk skelnes mellem hhv loneliness og solitude). Man kan være helt alene og tilfreds, eller man kan være sammen med mange andre og føle sig ensom.
Ensomhed findes i alle dele af samfundet, også i ægteskaber og andre tætte forbindelser, samt hos personer, som i øvrigt klarer sig godt. De fleste oplever ensomhed på et eller andet tidspunkt, og nogle føler det ganske ofte. Står følelsen kun på kortvarigt, kan den være gavnlig, ved at opmuntre til at styrke forhold til andre. Kronisk ensomhed anses derimod af de fleste for skadelig, idet mange studier viser, den medfører øget risiko for det psykiske og fysiske helbred.
I litteraturen har ensomhed været kendt i mere end 3.000 år, siden digtet om Gilgamesh, men først mod slutningen af 1900-tallet blev det et hyppigt emne for videnskabelige undersøgelser. Efter årtusindskiftet er ensomhed i stadig højere grad blevet anerkendt som et socialt problem, som både NGO-er og regeringer søger at afhjælpe.

## Årsager
Ensomhed kan anskues som en biologisk eller psykologisk mekanisme, som benytter følelsen af ubehag til at tilskynde os til at handle på måder, som er vigtige for vores forplantning og overlevelse. På samme måde som fysisk smerte er en følelse af ubehag, som advarer os om, at vores kropsvæv kan have lidt skade, og tilskynder os til at passe på vores krop, er ensomhed - fremkaldt af en forskel mellem det ønskede og det oplevede samvær med andre - en biologisk advarsel om mulige skader på os som sociale væsener.

### Eksistentielle
Ensomhed er længe blevet betragtet som et menneskeligt vilkår, som alle i større eller mindre grad oplever. Man kan således ikke helt undgå følelsen af ensomhed, når dagliglivet gør det umuligt for en person hele tiden at få tilfredsstillet sin iboende trang til at være sammen med andre. Gennem historien er dette eksistentielle perspektiv på ensomhed ofte blevet beskrevet. Thomas Wolfes essay God's Lonely Man fra 1941 nævnes ofte i denne sammenhæng; Wolfe beskriver her, hvordan vi hver især forestiller os, vores ensomhed er noget særligt for den enkelte, når der i virkeligheden blot er tale om, vi alle af og til føler os ensomme. Selv om de er enige i, at det er godt at lindre ensomhed, tvivler de som hælder til det eksistentielle perspektiv på, man helt kan slippe af med den. En vis grad af ensomhed er både uundgåelig, men også gavnlig, da den kan hjælpe folk til at sætte mere pris på glæden ved livet.

### Kulturelle
Ensomhed viser sig kulturelt på to måder. Dels kan indvandrere lide af ensomhed, når de forlader deres hjemegn og mister forbindelsen med den. Dette opleves særlig stærkt for unge asiater, som kommer fra en stærk kollektiv kultur, når de tager til det mere individualistisk prægede Vesten for at studere. Dels har netop denne vestlige kultur sikkert bidraget til øget ensomhed, lige siden man i oplysningstiden begyndte at hylde individualismen på bekostning af tidligere tiders fællesskaber.

### Brudte forhold
Ensomhed opstår meget ofte, omend for det meste kun midlertidigt, som følge af brudte forhold eller sorg. De fleste føler sorg, når de mister en, der står dem nær, og føler sig også ofte ensomme, selv nå de er sammen med andre. Ensomhed kan være en følge, hvis en persons sociale netværk går i opløsning, eller kan, sammen med hjemve, være en følge af, man flytter for at arbejde eller studere.

### Situationsbestemte
Mange forskellige situationer og begivenheder kan fremkalde ensomhed, især hvis man er særligt modtagelig. Socialt aktive ekstroverte personer vil fx nemmere føle sig ensomme, hvis de bor i et tyndt befolket område, hvor der færre at være sammen med. Ensomhed kan tilmed fremkaldes af begivenheder, som man normalt ville anse for at modvirke den, fx en barnefødsel som følges af en fødselsdepression, eller et bryllup, hvor ægteskabet viser sig at være turbulent, ødelæggende for ens tidligere venskaber eller præget af følelseskulde. Ud over påvirkning fra ydre forhold og situationer kan ensomhed forværres, hvis man har psykiske problemer som depression eller angst.

### Selvforstærkede
Langvarig ensomhed kan forvrænge en persons sociale forståelse og erkendelse, så der fx udvikles en overdreven årvågenhed eller vedkommende mister sociale færdigheder, som så på sin side gør det sværere at vedligeholde eksisterende forhold og venskaber, og indgå i nye. Undersøgelser viser, at terapi målrettet mod denne forvrængede erkendelse er virksomme mod ensomhed, selv om den ikke virker på alle.

### Social smitte
Ensomhed kan brede sig som en smitte gennem sociale grupper. Mister en person af en eller anden grund en ven, kan vedkommende komme til at føle sig mere ensom og udvikle en forvrænget social forståelse, fx i form af større kontaktbehov og øget mistænkelighed over for sine andre venner. Dette kan så føre til et brud med disse venner - som nu også bliver mere ensomme, så at ensomheden spreder sig som en sygdom. Undersøgelser har dog vist, at denne form for smitte ikke spreder sig konsekvent, idet en større ensomhed ikke altid medfører en mere forvrænget social forståelse. Det sker også, at det at miste en ven får en person til at få sig en ny ven eller udbygge eksisterende venskaber.

### Internet
Man har ikke kunnet finde nogen entydig sammenhæng mellem ensomhed og brug af internet. Visse undersøgelser viser, at brug af internet fører til større ensomhed, i hvert fald for bestemte befolkningsgrupper, mens andre er nået til den modsatte konklusion, nemlig at brug af internet kan afhjælpe ensomhed. Det er bl.a. spørgsmålet, om internettet i højere grad tiltrækker ensomme mennesker, eller om man bliver ensom af internettet, fordi man fravælger sit sociale netværk i den virkelige verden til fordel for at bruge sin tid på internettet. Overdreven brug af internettet kan føre til angst og depression, som bidrager til ensomhed, men omvendt giver internettet muligheder for at knytte forbindelser til andre, og dermed forbedre ens egen situation.
En undersøgelse fra 2012 viste, måske lidt overraskende, da internettet dengang stadig var ret så mandsdomineret, at også kvinder, specielt i udviklingslande, har kunnet forbedre deres situation gennem brug af internettet. Disse kvinder oplever ofte isolation og undertrykkelse, og gennem IT har de fået adgang til nye venner og et større netværk, specielt i egne, hvor den øvrige infrastruktur er mangelfuld.
Det var da man nåede dertil, at sociale medier nærmest blev påkrævet, og praktisk talt alle havde en smartphone, at tingene ændrede sig.
Konklusioner fra undersøgelser om internet og ensomhed fra sidste halvdel af 2010-erne går i to retninger. Overdreven internetbrug kan, specielt hvis den er passiv, føre til ensomhed. Omvendt vil moderat brug, hvor man er i kontakt med andre og ikke blot passivt surfer rundt og kigger, styrke ens sociale bånd og dæmpe ensomheden. Siden 2012 har der verden over blandt unge bredt sig en større følelse af ensomhed, og en undersøgelse fra 2021 viste, at dette er knyttet til de unges brug af smartphones og internet. Nærmere bestemt kunne man i 36 ud af 37 lande konstatere en stigning i følelsen af ensomhed blandt unge, især piger, når man sammenligner tal fra 2012 med tal fra 2018. Dette skift falder sammen med, at brugen af smartphones blandt unge er blevet meget mere udbredt.

### Genetiske
En hollandsk undersøgelse fra 2005 af mere end 8.000 tvillinger viste, at arveligheden af ensomhed er omkring 50%, uafhængigt af alder og køn. I 2016 fandt en større undersøgelse, som sammenholdt genetiske data med ydre egenskaber, en arvelighed for ensomhed på blot 14-27%. Så selvom ens gener spiller en rolle for, hvor udsat man er for at føle sig ensom, så har ens egne oplevelser og omgivelser større betydning.

### Pendling
Mange steder bruger folk længere og længere tid på at pendle til og fra arbejde, hvilket indvirker negativt på både helbred og velbefindende, ved at medføre fedme og nakkesmerter, men også hyppigere skilsmisser, stress og ensomhed.